# Mark Westergaard
Mark Westergaard (født 16. marts 1983 i Danmark) er en dansk fodboldspiller, hvis nuværende klub er ukendt. Han spillede senest i Jammerbugt FC, hvortil han skiftede i 2015. 

## Karriere
Westergaard spillede for Hobro IK indtil den 1. august 2011, da han grundet manglende spilletid, fik ophævet sin kontrakt med klubben. 
Herefter skiftede han til Lindholm IF for at drosle karrieren en smule ned. Herefter skiftede han i 2012 til Vendsyssel FF som han valgte frem for bl.a. Blokhus FC.
Den 12. august 2015 blev det offentliggjort, at Westergaard skiftede til Jammerbugt FC.